# Flux Pavilion
Flux Pavilion, även känd som Joshua Steele, är en engelsk dubstepproducent och DJ. Han är en av grundarna av Circus Records. Han är mest känd för sin singel "Bass Cannon" från 2011, som nådde nummer 56 på UK Singles Chart. Tillsammans med Doctor P presenterade Flux Pavilion samlingsskivan Circus One, till vilken han bidrog med fyra låtar. Hans mest kända remix, "Gold Dust" hade över 58 miljoner visningar på Youtube i december 2022.

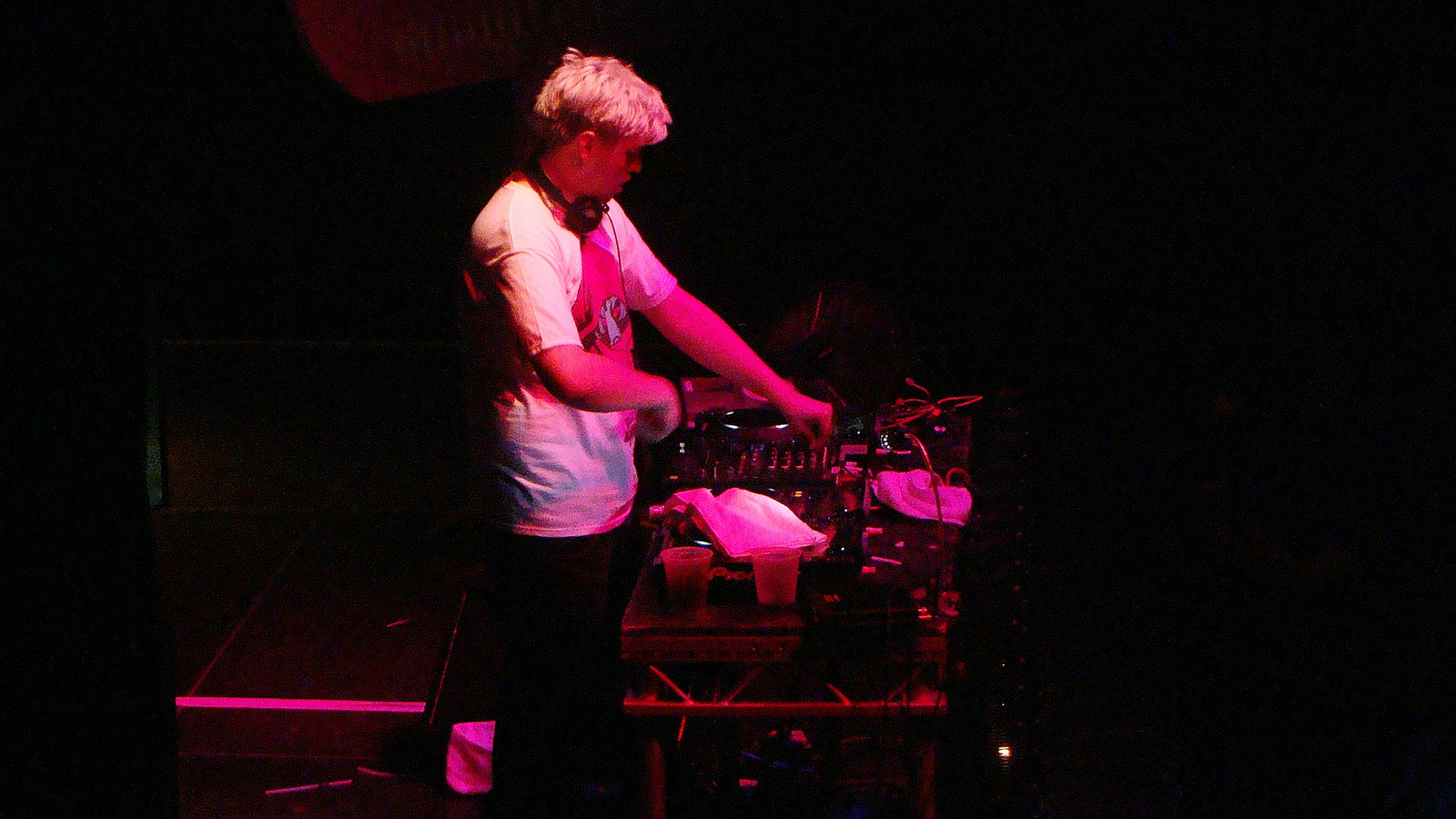
Flux Pavilion 2012